# 黑龙江农垦广播电视台
黑龙江农垦广播电视台，亦称北大荒电视台，是黑龙江北大荒农垦集团总公司下属的一家主要从事广播电视节目制作、播出的特大型事业单位。
黑龙江农垦广播电视台自身定位为“黑龙江传播北大荒文化的主渠道，对外宣传的重要窗口”。

## 电视频道
黑龙江农垦广播电视台现有电视频道：
- 北大荒农业频道（覆盖全省）
- 北大荒公共频道
- 北大荒资讯频道